# Folketingsvalget 1973
Folketingsvalget den 4. december 1973 var det 54. valg til Folketinget i Kongeriget Danmark. Valget kaldes hyppigt ved tilnavnet "Jordskredsvalget", sommetider også “protestvalget”, grundet dets permanente følger for det politiske system i Danmark, der hidtil hovedsageligt fungerede som et firpartisystem. Tre nye partier - Fremskridtspartiet, Centrum-Demokraterne og Kristeligt Folkeparti - drog fordel af massiv vælgervandring og blev repræsenteret i Folketinget, mens de fire gamle partier tilsammen mistede 54 mandater, og mere end en tredjedel af folketingsmedlemmerne blev udskiftet. Desuden kom Kommunisterne og Retsforbundet, der havde været ude af Folketinget siden 1960, ind igen. Det foregående valg fandt sted den 21. september 1971.
De store bevægelser i stemmeafgivningen kom bl.a. som en reaktion på stigende skatter som følge af mange ansættelser i det offentlige, indførelsen af fri abort, legalisering af billedporno, og en mangel på tillid til de gamle partiers politikere.
Efter valget dannede Poul Hartling den 19. december Regeringen Poul Hartling, der sad indtil den 13. februar 1975.

## Valgresultat
| Parti                            | Parti                            | Stemmer   | %      | Mandater | +/–     |
| -------------------------------- | -------------------------------- | --------- | ------ | -------- | ------- |
|                                  | Socialdemokratiet                | 783.145   | 25,65  | 46       | 24      |
|                                  | Fremskridtspartiet               | 485.289   | 15,89  | 28       | NYT     |
|                                  | Venstre                          | 374.283   | 12,26  | 22       | 8       |
|                                  | Radikale Venstre                 | 343.117   | 11,24  | 20       | 7       |
|                                  | Det Konservative Folkeparti      | 279.391   | 9,15   | 16       | 15      |
|                                  | Centrum-Demokraterne             | 236.784   | 7,76   | 14       | NYT     |
|                                  | Socialistisk Folkeparti          | 183.522   | 6,01   | 11       | 6       |
|                                  | Kristeligt Folkeparti            | 123.573   | 4,05   | 7        | 7       |
|                                  | Danmarks Kommunistiske Parti     | 110.715   | 3,63   | 6        | 6       |
|                                  | Retsforbundet                    | 87.904    | 2,88   | 5        | 5       |
|                                  | Venstresocialisterne             | 44.843    | 1,47   | 0        | Uændret |
|                                  | Udenfor partierne                | 637       | 0,02   | 0        | Uændret |
| I alt                            | I alt                            | 3.053.203 | 100,00 | 175      | 0       |
|                                  |                                  |           |        |          |         |
| Gyldige stemmer                  | Gyldige stemmer                  | 3.053.203 | 99,44  |          |         |
| Ugyldige/blanke stemmer          | Ugyldige/blanke stemmer          | 17.050    | 0,56   |          |         |
| Stemmer i alt                    | Stemmer i alt                    | 3.070.253 | 100,00 |          |         |
| Stemmeberettigede/valgdeltagelse | Stemmeberettigede/valgdeltagelse | 3.460.737 | 88,72  |          |         |
| Kilde:                           |                                  |           |        |          |         |

### Personlige stemmer
Følgende kandidater fik flest personlige stemmer:
1. Erhard Jakobsen (M): 29.086
2. Mogens Glistrup (Z): 22.160
3. Hilmar Baunsgaard (B): 19.407
4. Poul Nyboe Andersen (V): 16.897
5. Anker Jørgensen (A): 15.783
6. Svend Auken (A): 11.694
7. Poul Schlüter (C): 11.207
8. Kjeld Olesen (A): 11.021
9. Orla Møller (A): 10.974
10. Ivar Nørgaard (A): 10.397